# Ларго Цуло-Стерпаро (Кампобасо)
Ларго Цуло-Стерпаро је насеље у Италији у округу Кампобасо, региону Молизе.
Према процени из 2011. у насељу је живело 519 становника. Насеље се налази на надморској висини од 713 м.